# Sopot Festival 1980
Sopot Festival 1980 – 20. edycja Międzynarodowego Festiwalu Piosenki i zarazem 4. edycja Międzynarodowego Festiwalu Interwizji. Wydarzenie miało miejsce w sopockiej Operze Leśnej w dniach 20–23 sierpnia 1980 roku, w Operze Leśnej. Konkurs prowadzili Irena Dziedzic i Jacek Bromski. Nagrodę „Grand Prix Festiwalu Interwizji” otrzymała Marion Rung z Finlandii, która zaśpiewała piosenkę „Where Is the Love”. Gwiazdą wieczoru była Gloria Gaynor.

## Konkurs firm fonograficznych (Półfinał)
|    | Kraj            | Język       | Wykonawca                    | Tytuł                          | Miejsce | Punkty |
| -- | --------------- | ----------- | ---------------------------- | ------------------------------ | ------- | ------ |
| 01 | Islandia        | angielski   | You & I                      | „Dance, dance, dance”          | 4       | 28     |
| 02 | Bułgaria        | bułgarski   | Cwetan Pankow                | „И все така”                   | 11      | 18     |
| 03 | Wielka Brytania | angielski   | Jigsaw                       | „Sky High”                     | 1       | 90     |
| 04 | Grecja          | grecki      | Jessika                      | „Ela tora pou den thes”        | 3       | 67     |
| 05 | NRD             | niemiecki   | Holger Biege                 | „Sagte mal ein dichter”        | 7       | 23     |
| 06 | Hiszpania       | hiszpański  | Dimpol                       | „Quiero gritar que te quiero”  | 10      | 20     |
| 07 | Holandia        | angielski   | Jimmy Lawton                 | „It’s Four in the Morning”     | 5       | 26     |
| 08 | Japonia         | angielski   | Jokho Maeno                  | „You Are Love”                 | 11      | 18     |
| 09 | Francja         | francuski   | Jean Francois Doll           | „Train de nuit”                | 12      | 17     |
| 10 | Polska          | polski      | Izabela Trojanowska          | „Tyle samo prawd, ile kłamstw” | 2       | 75     |
| 11 | Kuba            | hiszpański  | Maria Luisa Rabago           |                                | 13      | 12     |
| 12 | Wielka Brytania | angielski   | Andy Adams                   |                                | 8       | 22     |
| 13 | Węgry           | węgierski   | V’Moto-Rock                  |                                | 12      | 17     |
| 14 | ZSRR            | rosyjski    | Mirdza Zivere & Stasa Namina |                                | 9       | 21     |
| 15 | Portugalia      | portugalski | Paulo de Carvalho            |                                | 6       | 24     |
| 16 | Polska          | polski      | VOX                          | „Bananowy song”                | 1       | 90     |

## Jury Konkursu firm fonograficznych
- Belgia: Renny Ray
- Polska: Henryk Debich, Dariusz Retelski, Marian Zacharewicz, Andrzej Ciechowicz
- Bułgaria: Ivan Zafirow
- Grecja: Takis Cambas
- Hiszpania: Luis de los Rios
- Wielka Brytania: Paul Davis
- Holandia: Harry de Groot
- Węgry: Zsotan Pentz
- Kuba: Miguel Peterson
- ZSRR: Aleksander Griva

## Konkurs Interwizji
|    | Kraj           | Język             | Wykonawca          | Tytuł                                      | Miejsce | Punkty |
| -- | -------------- | ----------------- | ------------------ | ------------------------------------------ | ------- | ------ |
| 01 | Czechosłowacja | angielski         | Marika Gombitová   | „I Want to Share with You”                 | 1       | 30     |
| 02 | Hiszpania      | hiszpański        | Gloria             | „Qué más me da”                            | 2       | 24     |
| 03 | Polska         | polski            | Alicja Majewska    | „Jeszcze się tam żagiel bieli”             | 4       | 20     |
| 04 | ZSRR           | rosyjski          | Nikolai Gnatiuk    | „Na wietrach osiennich”                    | 1       | 30     |
| 05 | Finlandia      | angielski         | Marion Rung        | „Where Is the Love”                        | 1       | 30     |
| 06 | Bułgaria       | bułgarski         | Wasił Najdenow     | „По първи петли”                           | 4       | 20     |
| 07 | Jugosławia     | serbsko-chorwacki | Neca Falk          | „Najjači ostaju”                           | 17      | 7      |
| 08 | Rumunia        | rumuński          | Corina Chiriac     | „Uneori suntem toți copii”                 | 3       | 21     |
| 09 | ZSRR           | rosyjski          | Nadieżda Czepraga  |                                            | 5       | 19     |
| 10 | Holandia       | angielski         | Margriet Markerink | „Come Closer”                              | 4       | 20     |
| 11 | Kuba           | hiszpański        | Osvaldo Rodríguez  | „La vida siempre es mucho más”             | 7       | 17     |
| 12 | Szwajcaria     | francuski         | Regards            | „La maison vide”                           | 6       | 18     |
| 13 | Węgry          | węgierski         | Klári Katona       | „Ne sírj”                                  | 5       | 19     |
| 14 | NRD            | niemiecki         | Ute Freudenberg    | „Wie weit ist es bis ans Ende dieser Welt” | 4       | 20     |

## Jury Interwizji
- Bułgaria: Iwan Kolew
- Polska: Jerzy Gruza, Zbigniew Napierała, Barbara Pietkiewicz
- Czechosłowacja: Ivan Stedry
- Finlandia: Jarmo Porola
- Kuba: Alberto Vera
- Rumunia: Dymitru Morosanu
- NRD: Manfred Nitschke
- Węgry: Péter Módos
- ZSRR: N.A. Filatowa

|                                                            | Głosy w finale |    |        |                |           |      |    |    |    |    |
| PUNKTY                                                     | Razem          |    | Polska | Czechosłowacja | Finlandia | Kuba |    |    |    |    |
| Uczestnicy                                                 |                |    |        |                |           |      |    |    |    |    |
| Czechosłowacja                                             | 30             | 10 | 10     | 10             | –         | –    | –  | –  | –  | –  |
| Hiszpania                                                  | 24             | 8  | 8      | –              | –         | 8    | –  | –  | –  | –  |
| Polska                                                     | 20             | –  | 12     | 8              | 0         | 0    | 0  | –  | –  | –  |
| ZSRR (Nikolai Gnatiuk)                                     | 30             | –  | –      | –              | –         | –    | –  | 10 | 10 | 10 |
| Finlandia                                                  | 30             | –  | –      | –              | 10        | 10   | 10 | –  | –  | –  |
| Bułgaria                                                   | 20             | 12 | 2      | 2              | 1         | –    | –  | 3  | –  | –  |
| Jugosławia                                                 | 17             | 6  | 0      | 3              | 4         | 1    | –  | 3  | –  | –  |
| Rumunia                                                    | 21             | 7  | –      | –              | –         | –    | 7  | –  | 0  | 7  |
| ZSRR (Nadieżda Czepraga)                                   | 19             | 5  | 7      | 1              | 2         | 3    | –  | 1  | –  | –  |
| Holandia                                                   | 20             | 2  | –      | 6              | 7         | –    | –  | 8  | –  | –  |
| Kuba                                                       | 17             | 1  | 4      | 5              | 3         | –    | –  | 2  | 1  | 1  |
| Szwajcaria                                                 | 18             | 3  | 3      | 4              | 6         | –    | –  | –  | 2  | –  |
| Węgry                                                      | 19             | 4  | 1      | –              | –         | 2    | 12 | –  | 0  | –  |
| NRD                                                        | 20             | –  | 6      | 7              | –         | 5    | 2  | –  | –  | –  |
| Kraje w tabeli są uporządkowane w kolejności występowania. |                |    |        |                |           |      |    |    |    |    |